# Estonia và đồng Euro

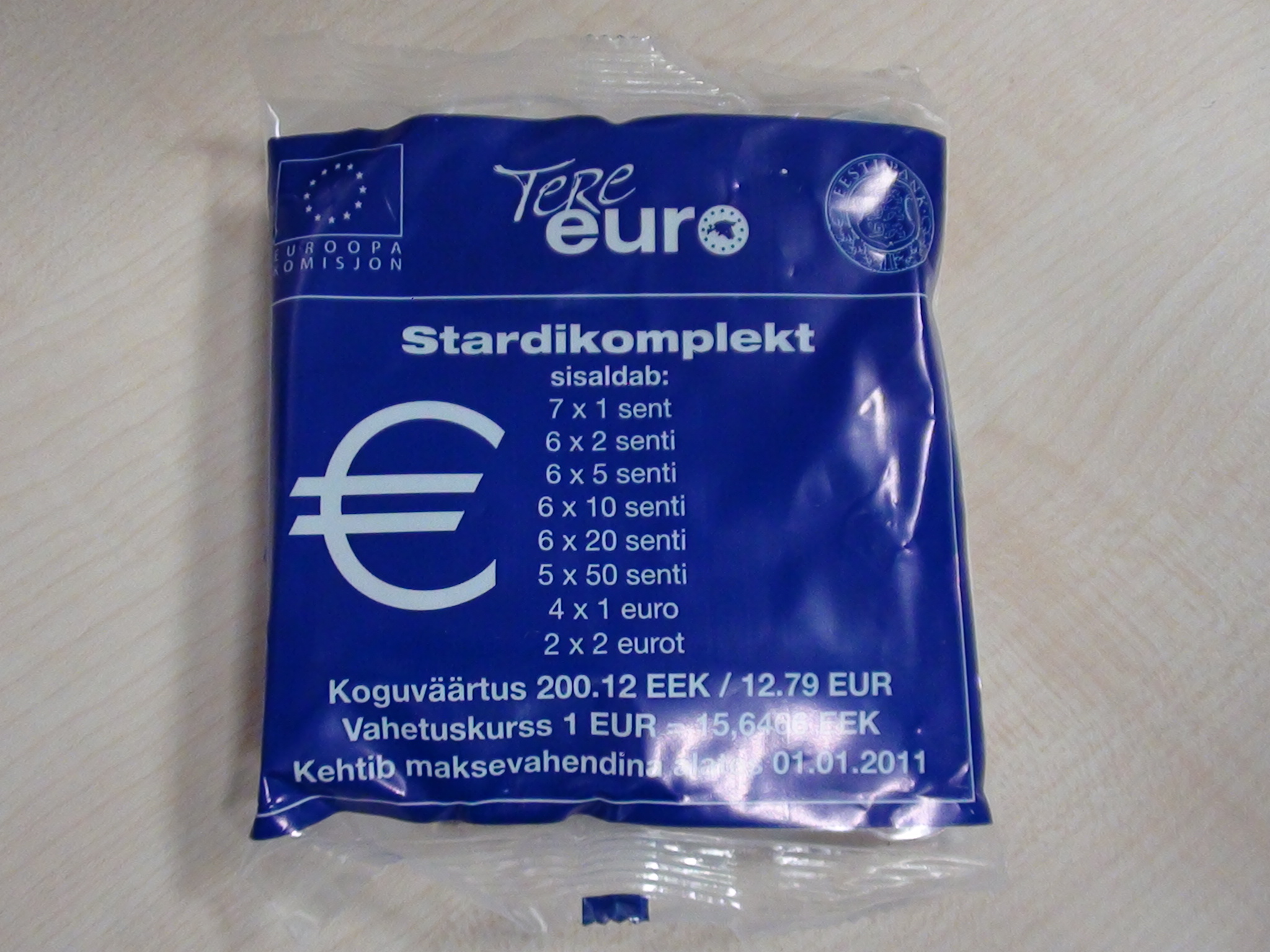
Bộ đồng euro Estonia

Đồng euro Estonia có một thiết kế duy nhất cho cả tám mệnh giá tiền. Thiết kế này là của Lembit Lõhmus, trên đó có bản đồ của Estonia cùng với dòng chữ Eesti (Estonia) và mười hai ngôi sao, tượng trưng cho Liên minh châu Âu, bao quanh bản đồ đó. Đây là thiết kế thắng cuộc trong số 10 thiết kế được bầu chọn vào tháng 12 năm 2004.
Đồng euro Estonia bắt đầu được lưu thông từ ngày 1 tháng 1 năm 2011. Estonia là nước thứ năm trong số mười nước gia nhập Liên minh châu Âu năm 2004, và là nước đầu tiên từng thuộc Liên Xô, tham gia khu vực đồng Euro. Trong số mười nước mới kể trên, Estonia là nước đầu tiên có thiết kế riêng. Ban đầu nước này dự định sử dụng đồng euro từ ngày 1 tháng 1 năm 2007; tuy nhiên lại không đăng ký chính thức vào năm này (năm đó có Slovenia đăng ký), nên Estonia đã đổi ngày dự định sang 1 tháng 1 năm 2008, rồi lại sang 1 tháng 1 năm 2011. Ngày 12 tháng 5 năm 2010 Hội đồng châu Âu tuyên bố Estonia đã hội đủ điều kiện và tiêu chí để tham gia khu vực đồng Euro. Ngày 8 tháng 6 năm 2010, các bộ trưởng tài chính Liên minh châu Âu nhất trí rằng Estonia có thể sử dụng đồng euro từ 1 tháng 1 năm 2011. Ngày 13 tháng 7 năm 2010, Estonia nhận được sự đồng thuận cuối cùng từ ECOFIN để tham gia khối các quốc gia sử dụng đồng Euro từ ngày 1 tháng 1 năm 2011. Cùng ngày tỷ giá để đổi từ đồng kroon sang euro là €1 = 15,6466 kroon. Ngày 20 tháng 7 năm 2010, đồng euro Estonia bắt đầu được sản xuất hàng loạt lại sở đúc tiền của Phần Lan. Đồng tiền sử dụng năm 2012 do Sở đúc tiền Hoàng gia Hà Lan sản xuất.